# Cervela (Incio)
Cervela (llamada oficialmente San Cristovo da Cervela) es una parroquia y una aldea española del municipio de Incio, en la provincia de Lugo, Galicia.

## Otras denominaciones
La parroquia también es conocida por los nombres de San Cristobo de Cervela  y San Cristovo de Cervela.

## Límites
Limita con las parroquias de Vilamaior, Nespereira y Chorente al norte, Rubián de Cima y Cubela al este, Vilarbuxán al sur, y Castro de Rei de Lemos al oeste.

## Organización territorial
La parroquia está formada por doce entidades de población, constando once de ellas en el nomenclátor del Instituto Nacional de Estadística español:
- Abeledo
- Arexe
- Cervela (A Cervela)
- O Cotedo
- Fruxil
- Noilán
- Pedragosa (A Pedragosa)
- Penaxubeira
- Penela (A Penela)
- Poza (A Poza)
- Seixas

### Despoblado
Despoblado que forma parte de la parroquia:
- Castragude

## Demografía

### Parroquia
| Gráfica de evolución demográfica de Cervela (parroquia) entre 2000 y 2020 |
|                                                                           |
| Datos según el nomenclátor publicado por el INE.                          |

### Aldea
| Gráfica de evolución demográfica de Cervela (aldea) entre 2000 y 2020 |
|                                                                       |
| Datos según el nomenclátor publicado por el INE.                      |

## Lugares de interés
- Iglesia de San Cristóbal, románica del siglo XII.

## Festividades
- Fiestas de Santa Lucía, el último domingo de agosto.
- Fiestas de San Roque, en el monte de A Penela, el 16 de agosto.